# Folkung

Blasón de la Casa de Bjälbo.

En sueco moderno, Folkung hace referencia a dos significados que parecen ser opuestos:
1. La Casa de Bjälbo, clan familiar que aportó durante la Edad Media varios estadistas y reyes de Suecia.[1]
2. Un grupo de personas (singular Folkunge, plural Folkungar), que más tarde serían opositores a la Casa de Bjälbo. Este "partido político" luchó por el antiguo derecho de los hombres libres a elegir los reyes de Suecia.[2]

Hasta el siglo XVII, Folkung se utilizó sólo para el segundo significado. Sin embargo, muchos de estos opositores decían ser también descendientes del jarl Folke el Gordo (un Bjälbo), que vivió antes de que su familia alcanzara el trono. Por tanto, en el siglo XVII, toda la familia, entonces ya extinguida y sin heredero conocido, empezó a ser llamada Casa de Folkung (Folkungaätten en sueco).
Investigaciones posteriores, sin embargo, mostraron que los Folkung no eran sólo descendientes del jarl Foke, sino que muchos pertenecían a diferentes familias unidas por su lucha contra la consolidación de un poder central en Suecia. Según esta teoría, los Folkung querían mantener la antigua "libertad" de los pequeños reinos, incluyendo la elección de los reyes, y conservar el poder local bajo su control. Muchos Folkung venían de la región histórica de Svealand, opuesta a las familias gobernantes de su tiempo, en su mayoría procedentes de Götaland. El primer levantamiento Folkung en 1229 tuvo éxito, elevando al trono a Canuto II. La situación se fue desarrollando de forma menos prometedora hasta que el sistema centralizado acabó con la resistencia.